# Törcsi – Törülke
A Törcsi – Törülke (Towelie) a South Park című amerikai animációs sorozat 73. része (az 5. évad 8. epizódja). Elsőként 2001. augusztus 8-án sugározták az Egyesült Államokban, Magyarországon pedig 2005. február 9-én mutatta be a Cool TV.
Ebben a részben mutatkozik be Törcsi, a beszélő törülköző, aki kábítószerfüggő. Emellett számos szürreális esemény történik az epizód során, mely akkörül forog, hogy a srácok vissza akarják szerezni ellopott videójátékukat.

## Cselekmény
|  | Alább a cselekmény részletei következnek! |

A srácok Stanéknél játszanak, amikor Cartman talál a szemetesben egy használt tampont, amit tévedésből halott magzatnak hisz. Hogy elfeledtessék a fiúkkal a dolgot, figyelemelterelésként kapnak Stan szüleitől egy Okama Játékgömböt. Annyira élvezik a játékot, hogy elhatározzák: egész hétvégén csak ezzel fognak játszani, és nem is alszanak. Játék közben, valahányszor valami vizes dologgal kapcsolatos téma merül fel, megjelenik egy furcsa beszélő törülköző, Törcsi, aki először figyelmezteti a fiúkat, hogy mindig legyen náluk törülköző, majd megkérdezi tőlük, hogy "akarnak-e szívni". Őket azonban mindez nem érdekli, ezért elzavarják őt.
Hétfő reggel az egész hétvégés játéktól kimerült fiúknak iskolába kell mennie. A buszra várakozás közben egy furcsa alak megkérdezi tőlük, hogy nem láttak-e egy beszélő törülközőt. Mikor megkérdezik, hogy Törcsiről van-e szó, az alak váratlanul elhajt. Aznap délután, amikor Stan hazaér, döbbenten látja, hogy valaki ellopta a konzoljukat. Egy titokzatos telefonáló, aki közli velük, hogy nála van a konzol, azt követeli, hogy cserébe hozzák el neki Törcsit éjszaka egy elhagyott benzinkútra. Mikor előkerítik Törcsit, el is viszik a megadott helyre, ahol egy öregember vár rájuk. Megköszöni a srácok segítségét, majd rájön, hogy a konzollal kapcsolatos kérés egy csapda: az amerikai hadsereg rajtuk üt. A tűzharc közepette a fiúk gyorsan elmenekülnek.
Az epizód itt megtörik, és egy ál-reklámot vetítenek le, amelyben Törcsi-törülközőket árulnak.
A folytatásban a srácok betörnek a Tynacorp főhadiszállására, ahol Törcsit gyártották. Valójában csak a játékukat akarják visszakapni, de ezt senki nem hiszi el nekik. Még akkor sem érdekli őket az egész, amikor kiderül, hogy az öreg tudós és csapata igazából álruhás űrlények, akik genetikailag módosított türülközőkkel akarják megteremteni a világuralmat. Tűzharc bontakozik ki köztük és a hadsereg közt, a fiúk pedig már-már úgy tűnik, elveszítik a konzolt, amikor az épület felrobban. Kenny meghal, amikor beleesik a forró olvadt fémbe, a többiek viszont Törcsi betépésének köszönhetően meg tudják kaparintani a játékgépet. A rész végén a teljesen betépett Törcsi játszik a fiúkkal Kenny helyett. 

## Érdekességek
- A "South Park: The Hits" első DVD-jén Trey Parker és Matt Stone elmondták, hogy az epizód alapötlete egy hajókirándulásról származik, ahol többen részt vettek, és valaki mindig elmondta, hogy "ne felejtsétek el a törülközőt".
- Törcsi léte annak is köszönhető, hogy az alkotók meglepődtek azon, hogy teremtményeik üzletileg is mennyire sikeresek, mert nagy a reklámértékük. Ez a karakter, amely gyakorlatilag kétdimenziós, és annyi a szerepe, hogy időnként oda nem illő dolgokat mond, pontosan ennek a kifigurázására született. Ezért került bele az epizódba az ál-reklám is, és ezért nevezi őt Cartman a legrosszabb szereplőnek.
- A srácok játékgépe eredetileg egy PlayStation 2 lett volna az Okama Játékgömb helyett, de végül átnevezték. A későbbi epizódokban a különféle konzolok már gond nélkül megjelenhettek. Az "okama" jelentése japánul homoszexuális. Maga a konzol a Nintendo GameCube paródiája.
- Számtalan utalás látható az epizódban androidos témájú filmekre, többek között A hatodik napon-ra.
- A Tynacorp a valódi életben is létező DynCorp kifigurázása, amely az amerikai hadsereg egyik fő beszállítója.
- Az üzemben található félkész klón-Törcsi mondata, az "Ölj meg!", és az egész jelenet utalás az "Alien 4 - Feltámad a Halál" jelenetére, ahol Ripley 8 megtalálja az előző hét, sikertelen klónját. Később, a "Gennyes tus és redvás szendvics" című részben újra elsütik ezt a poént.
- Amikor Törcsi beszív, az alatta hallható zene Popeye spenótevő zenéje.
- Amikor a Tynacorp-hoz akarnak betörni, Törcsi betépve a számbillentyűkön a helyes kód helyett a pittyegéssel a Lipps Inc. "Funkytown" című számát játssza el.
- Amikor Cartman tévedésből azt hiszi, hogy a szemétbe dobott tampon egy halott magzat, a monológja hasonló, mint amit Billy Bob Thornton a Pengeélen című filmben adott elő.